# Trigonoplectus rostratus
Trigonoplectus rostratus är en skalbaggsart som beskrevs av Thomas E. Bowman III 1934. Trigonoplectus rostratus ingår i släktet Trigonoplectus och familjen kortvingar. Inga underarter finns listade i Catalogue of Life.